# تیم ملی بسکتبال ازبکستان
تیم ملی بسکتبال ازبکستان نمایندهٔ ازبکستان در مسابقات بین‌المللی بسکتبال است. این تیم بالاترین سطح بسکتبال در کشور ازبکستان نیز هست. این تیم از سال ۱۹۹۲ به فیبا پیوست.